# Coptops nigropunctatus
Coptops nigropunctatus là một loài bọ cánh cứng trong họ Cerambycidae.